# Vaa Taualai
Vaa Taualai (4 giugno 1998) è un calciatore samoano, centrocampista del Lupe ole Soaga.

## Carriera

### Club
Nel 2015 ha giocato una partita della fase a gironi della OFC Champions League con il Lupe Ole Soaga. Due stagioni dopo torna a giocare in ambito internazionale collezionando ulteriori 6 presenze nella stessa competizione, nella quale in carriera ha totalizzato complessivamente 17 presenze ed una rete.

### Nazionale
Ha giocato una partita con la Nazionale Under-17 nel 2015.